# Костянтинівська сільська територіальна громада (Херсонська область)
Костянтинівська сільська громада — територіальна громада в Україні, в Каховському районі Херсонської області. Адміністративний центр — село Костянтинівка.
Площа громади — 259,82 км², населення — 4088 мешканців (2017).
Утворена 12 грудня 2016 року шляхом об'єднання Антонівської, Дубівської, Костянтинівської та Червонополянської сільських рад Горностаївського району.

## Населені пункти
До складу громади входять 9 сіл: Антонівка, Братолюбівка, Дубівка, Запорізьке, Зірка, Костянтинівка, Миколаївка, Старолук'янівка та Червона Поляна.